# Gornja Pilica
Gornja Pilica (en serbe cyrillique : Горња Пилица) est un village de Bosnie-Herzégovine. Il est situé dans la municipalité de Zvornik et dans la république serbe de Bosnie. Selon les premiers résultats du recensement bosnien de 2013, il compte 870 habitants.

## Démographie

### Évolution historique de la population dans la localité
| 1948 | 1953 | 1961  | 1971  | 1981  | 1991   | 2013 |
| ---- | ---- | ----- | ----- | ----- | ------ | ---- |
| -    | -    | 1 684 | 1 234 | 1 206 | 1 104, | 870  |

|  |

### Communauté locale
En 1991, Gornja Pilica faisait partie de la communauté locale de Pilica qui comptait 2 408 habitants, répartis de la manière suivante :